# Klotmalvor
Klotmalvor (Sphaeralcea) är ett släkte av malvaväxter. Klotmalvor ingår i familjen malvaväxter.

## Bildgalleri

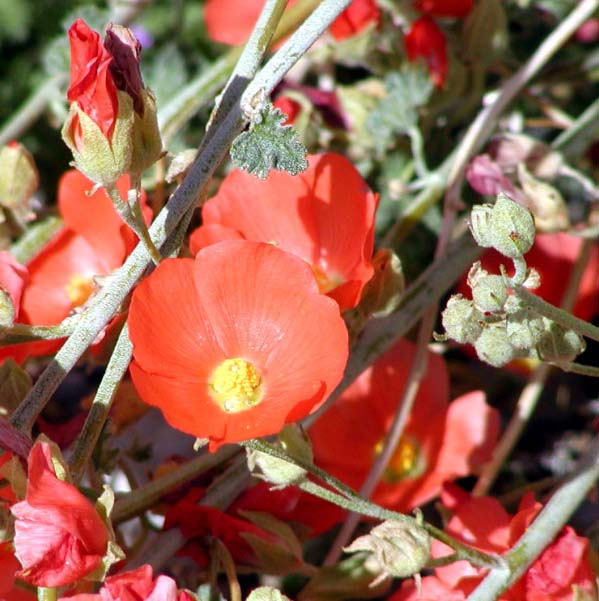
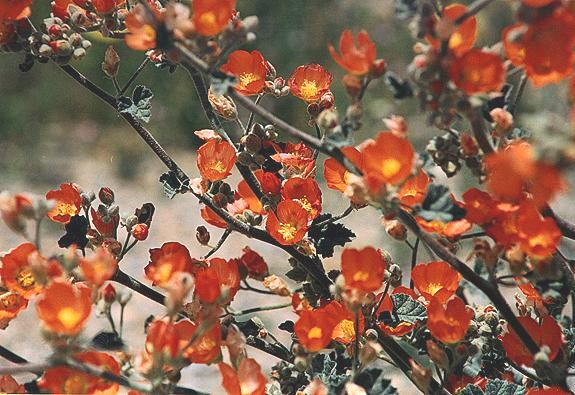
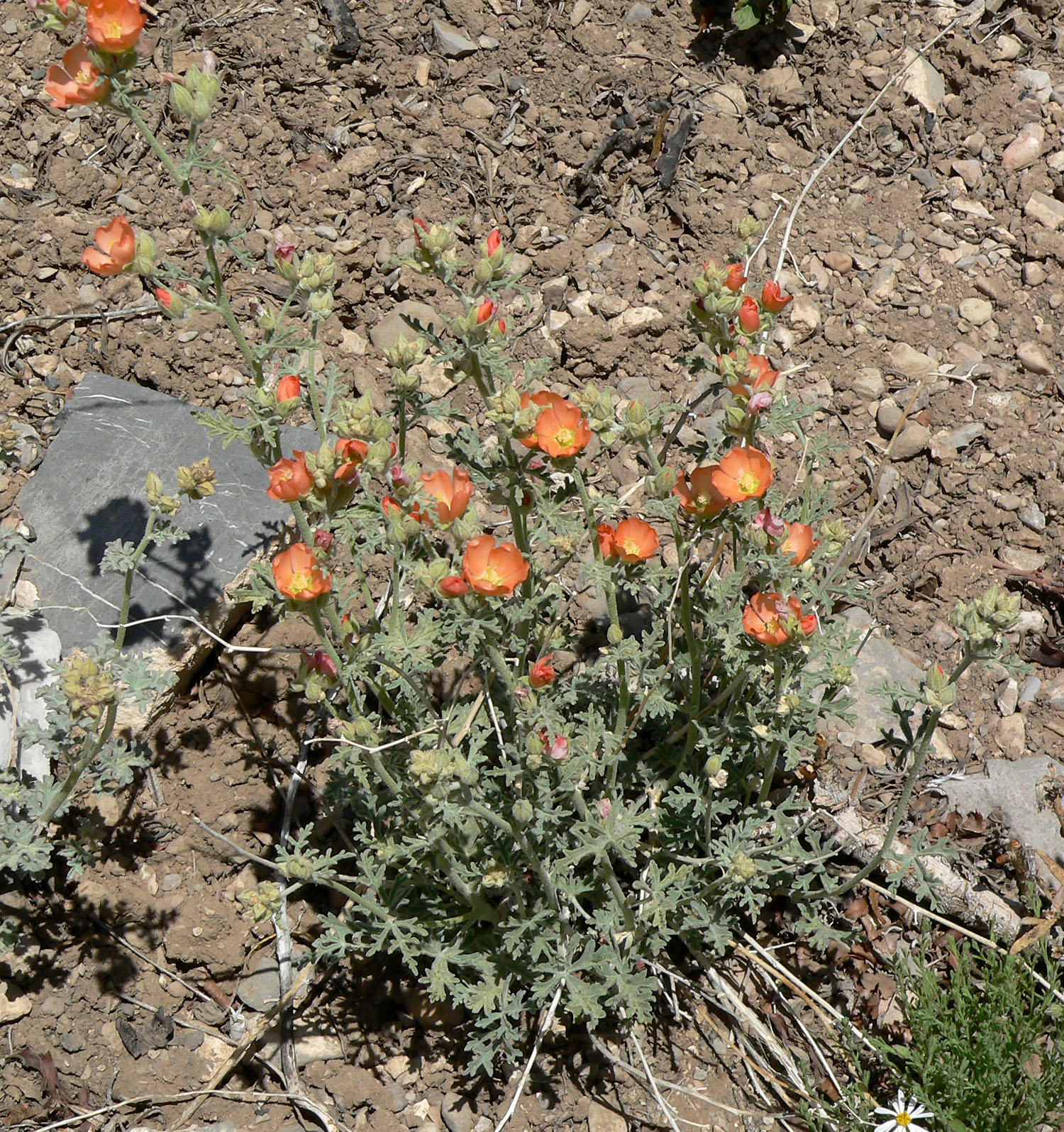

## Dottertaxa till Klotmalvor, i alfabetisk ordning[1]
- Sphaeralcea ambigua
- Sphaeralcea angustifolia
- Sphaeralcea australis
- Sphaeralcea axillaris
- Sphaeralcea bonariensis
- Sphaeralcea brevipes
- Sphaeralcea caespitosa
- Sphaeralcea chenopodifolia
- Sphaeralcea coccinea
- Sphaeralcea cordobensis
- Sphaeralcea coulteri
- Sphaeralcea crispa
- Sphaeralcea digitata
- Sphaeralcea emoryi
- Sphaeralcea endlichii
- Sphaeralcea fendleri
- Sphaeralcea fulva
- Sphaeralcea fumariensis
- Sphaeralcea gierischii
- Sphaeralcea grossulariifolia
- Sphaeralcea hainesii
- Sphaeralcea hastulata
- Sphaeralcea incana
- Sphaeralcea janeae
- Sphaeralcea laciniata
- Sphaeralcea laxa
- Sphaeralcea leptophylla
- Sphaeralcea lindheimeri
- Sphaeralcea mendocina
- Sphaeralcea miniata
- Sphaeralcea moorei
- Sphaeralcea munroana
- Sphaeralcea obtusiloba
- Sphaeralcea orcuttii
- Sphaeralcea palmeri
- Sphaeralcea parvifolia
- Sphaeralcea pedatifida
- Sphaeralcea philippiana
- Sphaeralcea polychroma
- Sphaeralcea procera
- Sphaeralcea psoraloides
- Sphaeralcea purpurata
- Sphaeralcea reflexa
- Sphaeralcea rusbyi
- Sphaeralcea sulphurea
- Sphaeralcea tehuelches
- Sphaeralcea wrightii